# アルミニウス (ゲルマン人)
アルミニウス（ラテン語：Arminius, 紀元前16年 - 21年）は、帝政ローマ初期のゲルマン系ケルスキ族の族長である。トイトブルク森の戦いやゲルマニクスとの戦いに於いて、ゲルマン諸部族のリーダー（ゲルマン全部族の統一には失敗したが）として戦い、ローマによるゲルマニア征服を阻止した。アルミニウスによるこれらの働きは古代ゲルマン部族、ローマ帝国の歴史に留まらず、後世ヨーロッパにも大きな影響を与えた。

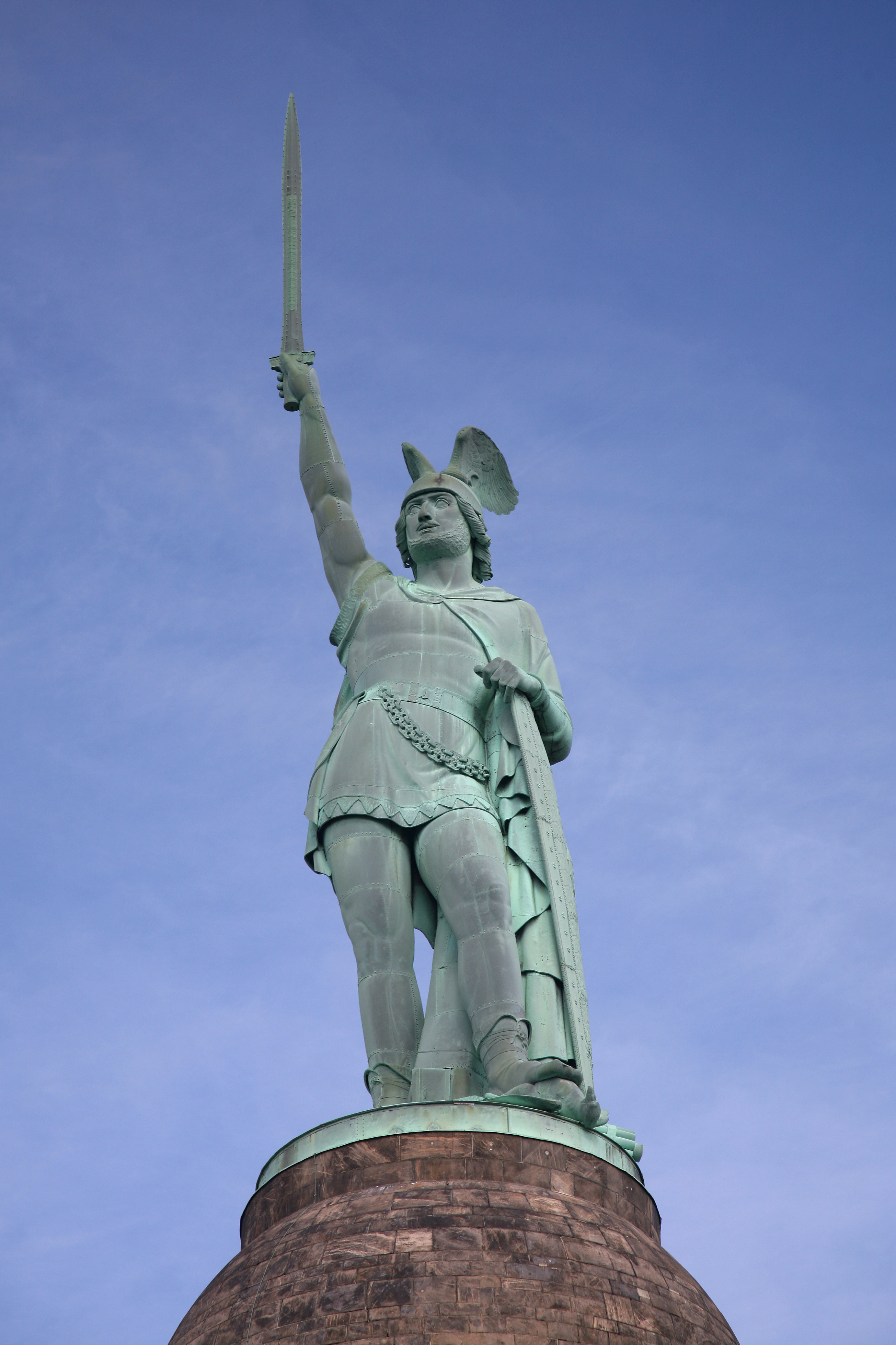
アルミニウス立像（デトモルト）

## 生涯

### ローマでの前半生
アルミニウスは紀元前16年にネロ・クラウディウス・ドルスス（大ドルスス）らによるゲルマニア遠征時のケルスキ族長であったセギメルス（Segimerus）の息子として生まれた。紀元4年のティベリウス（後にローマ皇帝）のパンノニア遠征によってケルスキ族はローマに屈したため、アルミニウスはローマ軍の下で兵役経験を重ねることとなったが、ゲルマニアへと戻るまでに、ローマ軍の指揮官クラスでないと与えられないローマ市民権を得た上、エクィテス（騎士階級）への異例の昇格を果たした。なお、これらの昇進は皇帝（アウグストゥス）による承認が必要であり、この事実はアルミニウスの優秀さを裏付ける一つの証左と言える。 
紀元7年にアルミニウスはケルスキ族の本拠があったゲルマニア北部へ戻った。大ドルススやティベリウスらのゲルマニア遠征でローマ占領下となったライン川東部はローマの支配体制が形成されつつあり、アウグストゥスがゲルマニア総督として任命したプブリウス・クィンクティリウス・ウァルスが担当として駐屯していた。ウァルスはアルミニウスに一定の信頼を置いていたとされるが、アルミニウスはゲルマニアがローマの属州となるのを阻止するため、ゲルマンの部族への工作を始めた。

### トイトブルク森

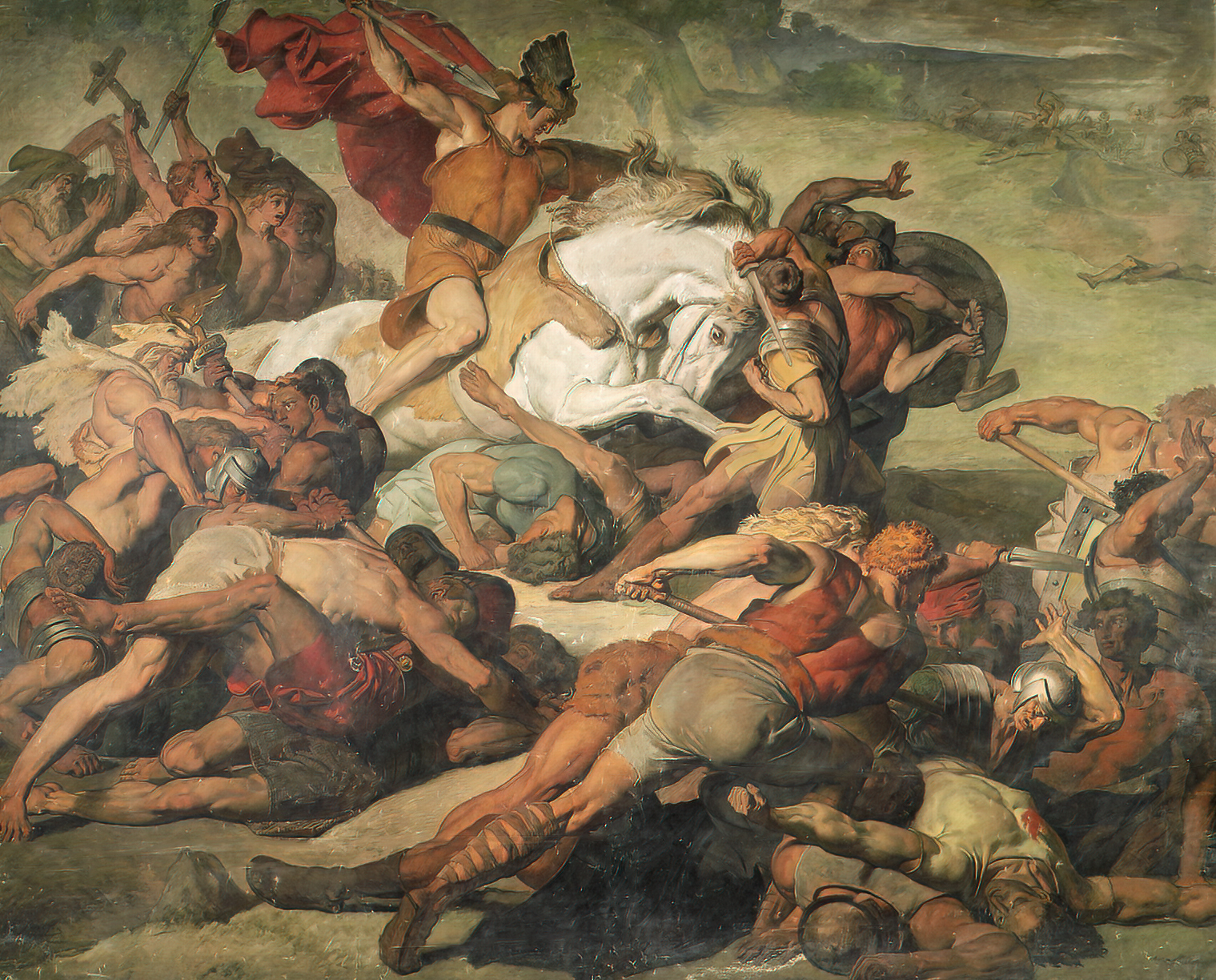
トイトブルク森の戦いで奮戦するアルミニウス（中央馬上の赤いマントの男）

紀元9年、アルミニウスが率いるゲルマン部族（ケルスキ族、マルシ族（Marsi）、カッティ族（Chatti）、カウキー族（Chauci）、ブルクテリ族（Bructeri）およびシカンブリ族（Sicambri）等）連合軍は、森林地帯に入ったローマ軍（第17、第18、第19の3軍団及び騎兵の3個中隊、補助部隊の6個大隊で構成。総数20,000とも25,000とも）を3日間に及ぶ戦いの末に全滅させ、総司令官プブリウス・クィンクティリウス・ウァルスを敗死させた。
この知らせを聞いた当時71歳のローマ皇帝アウグストゥスは「ウァルスよ、我が軍団を返してくれ！」（Quintili Vare, legiones redde！）と悲痛な叫びを発したとされる。この戦いは、戦闘が行われたトイトブルク森（現在のニーダーザクセン州オスナブリュックの北にあるカルクリーゼ（Kalkriese）近郊）の名を取って、トイトブルク森の戦いと称されている。
なお、タキトゥスによると、後にゲルマニアへ侵攻したゲルマニクス・ユリウス・カエサルはゲルマニアを転戦中の紀元15年に、トイトブルク森の戦場を訪問して既に白骨化しつつあったローマ軍兵士の遺体を埋め慰霊塚を立てたとされる。

### ゲルマニア戦争

#### 開戦まで
アルミニウスは必ずや起こるであろうローマ帝国からの反攻に備えるためにゲルマン諸部族の、より永続的な同盟関係の構築を試みた。最も有力なゲルマン民族でありながら、中立を保ったマルコマンニ族の族長マルボドゥウスに対して、アルミニウスはウァルスの首を送り、同盟入りを迫ったが、マルボドゥウスはウァルスの首をローマに送った。マルコマンニ以外では北海沿岸のインガエウォネース族がローマ人についたものの、トイトブルク森でのローマ軍大敗の後、他のゲルマンの部族はローマへの敵対姿勢を取ったことから、アルミニウスは現在のドイツ中西部とネーデルランド東部に住んでいたゲルマン部族からなる同盟の結成に成功した。
ティベリウスがゲルマニアに赴任していた11年から13年までは、ローマ軍による動きはライン川の支流であるルール川、ラーン川およびエムス川に沿った示威行動と、ライン河畔等に設置していたいくつかの防衛拠点の拡充をする程度であった。

#### 第1次の戦役
紀元14年9月、ティベリウスが皇帝となり、ティベリウスの甥に当るゲルマニクスがゲルマニア担当となった。翌15年春、ゲルマニアでの反乱鎮圧のためにゲルマニクスがルール川とラーン川の2方面からゲルマニアへと侵攻し、この時にアルミニウスの妻・トゥースネルダ(Thusnelda)がローマの捕虜となった。更にローマ軍はエムス川に沿ってゲルマニアを東進したが、それに対してアルミニウスはゲルマン部族へ感情に訴えかける戦略（自らの妻がローマの捕虜となったこと等）を取り、強大なローマ軍隊に対抗するだけの戦力を集めることが出来た。ゲルマン軍はローマ軍を罠に誘い込んだ上、包囲戦をもって騎兵と補助部隊からなるローマ軍を撃破した。
ゲルマニクスはゲルマニア再征服に備えたインフラストラクチャーの整備を目的として主要なローマ街道を復旧するために軍の半分を南に送り、自身はエムス川にそって北上した。アルミニウスは、修理されたローマ街道を破壊した上で湿地帯をローマ軍が通った際に包囲する作戦を練ったものの、ゲルマン軍の夜間会合で、アルミニウスの叔父にも当るイングイオメルス（Inguiomerus）がローマ宿営地への攻撃を提言した。主戦論をかねてより主張していた一般兵士の大勢もそれを支持したことから、ローマ軍への襲撃を実行したものの失敗に終わり、ゲルマン軍は大損害を被った。なお、これら一連の戦争から生き残ったローマ軍はいったんローマ領へと撤収した。

#### 第2次の戦役
16年、ローマ軍が再びゲルマニアへ侵入した。最初はヴェーザー川近郊で行われたヴェーザー川の戦いであり、ローマ軍とともに戦っていたアルミニウスの弟フラウス（Flavus）がローマ帝国と和睦するようにライン川を挟んでゲルマニア側にいるアルミニウスに対して叫んだのに対して、一方のアルミニウスはフラウスにゲルマニアへ戻ってくるよう叫び返した。また、フラウスはアルミニウスの妻（トゥースネルダ）と息子（トゥーメリクス(Thumelicus)）は無事であることも伝えた。当然、双方共に応じなかったため、ローマ軍は大きな損害を出しながらも、ライン川の渡河に成功した。
2度目はヴェーザー川の先にあるイディスタウィソ（Idistaviso、現：リンテルン近郊）で起こった。両軍共に多数の死傷者を出したとされ、ゲルマン側はアルミニウス自体が負傷し、ローマ軍の目を避ける為に血液を彼の顔に塗りつけることで戦場を逃れた。またローマ軍も地の利が無く、また戦いの結果として戦略的な優位性を失ったことから、ケルスキ族の本拠地（現：デトモルト近郊）を衝く作戦は放棄せざるを得なかった。
最後となる3度目の戦いはヴェーザー川の下流のシュタインフーダー湖（Steinhude）の北側で起こった。ここでも両軍は多大な損害を出したが、ローマ軍の損害は特に大きく、ゲルマニクスは今まで占領したゲルマニアの領土を全て放棄して、エムス川に沿って撤退を始めた。アルミニウスは撤退に移ったローマ軍を攻撃したものの、トイトブルク森で奪った3旗の銀鷲旗のうち2本をローマ側に奪取された（なお、3本目の銀鷲旗はクラウディウス帝の時期にローマに戻った）。ゲルマニクスは翌17年もゲルマニア遠征を行うようティベリウス帝へ訴えたが、損害が大きく利が少ないことを理由に退けられた。以降、ゲルマニクスがゲルマニアへ足を踏み入れる機会は訪れず、アルミニウスはローマ軍の侵攻を撃退した格好となった。
なお、ゲルマニクスはシリア属州の総督に任じられたが、赴任前の17年5月にゲルマニクスはローマで凱旋式を挙行し、紀元15年に捕虜となったトゥースネルダは捕虜の一人として凱旋式で市中を引き回された。その後のトゥースネルダに関する記録は無いが、彼女が祖国を2度と見ることは無かったとされる。また、トゥースネルダには息子がいたが、タキトゥスによるとラヴェンナで育てられ、苦難の生涯を辿った事が示唆されている。

### 部族間の争い、最期
その後、マルコマンニ族のマルボドゥウスとアルミニウスの間で戦いが勃発し、マルボドゥウスの敗北に終わった。アルミニウスはマルコマンニ族の本拠があるボヘミア地方へと攻め込んだものの、天然の要害でもあるボヘミア攻略はならず、戦争はこう着状態に陥った。
アルミニウスは親ローマ派部族やアルミニウスの強大さを危惧したゲルマン部族とも争い、その戦いの中で負った傷が悪化して紀元21年に37歳で死亡した。ローマ帝国が毒殺したとの噂も流れたが、ティベリウスはそのような不名誉な方法は使わないと否定した。

## 評価・エピソード
- ガイウス・マリウスによるキンブリ族およびテウトネス族による反乱（キンブリ・テウトニ戦争）の鎮圧、ガイウス・ユリウス・カエサルに対するアリオウィストスの敗北（ウォセグスの戦い）、大ドルススやティベリウスによるゲルマニア遠征等、ゲルマン族はローマに対して一貫して守勢にあったのが、トイトブルク森での勝利に続き、ゲルマニクスの攻撃を結果として撃退してローマからの独立を保ったことから、ドイツでは国民的な英雄とされている。
- 『ニーベルンゲンの歌』にあるジークフリートの伝説のモデルの一つとも伝わる。マルティン・ルターはアルミニウスを「Hermann」（ヘルマン）と洗礼することで自説の流布に利用（アルミニウスが活躍した時代はイエスがキリスト教を布教する前であったが）、またナポレオン占領下のプロイセンでは愛国者たちのシンボルともなった。
- バロック期の音楽家であるゲオルク・フリードリヒ・ヘンデルは、1736年にアルミニウスをモデルとしたイタリア語のオペラ『アルミニオ』（Arminio）を作曲した（初演はロンドン〔1737年1月〕）。
- 1871年に成立したドイツ帝国はアルミニウスの像（独:Hermannsdenkmal）を1875年に建てたが、当時はトイトブルク森の場所が確定していなかったため、ケルスキ族の本拠があったとされるデトモルトに設置された経緯がある。なお、トイトブルク森の場所はデトモルトから約50キロ離れたカルクリーゼ（Kalkriese）と確定している。
- トイトブルク森の戦いから2000年後に当たる2009年にこれを記念して、ドイツを中心に各種行事や博物館での催事が行われた（例：カルクリーゼのhttp://www.kalkriese-varusschlacht.de/en/varusschlacht-information-2-2 ）

## 参考資料
- タキトゥス『年代記』『ゲルマニア』
- カッシウス・ディオ 『ローマ史』